# Fallas de Gandía
Las Fallas de Gandía son una festividad tradicional que se celebra anualmente en la ciudad de Gandía, en la Comunidad Valenciana, España. Esta celebración tiene lugar del 15 al 19 de marzo y combina arte, sátira y fuego además fueron declaradas Fiesta de Interés Turístico Nacional en 2023 destacando por su arraigo popular y su evolución a lo largo del tiempo.

## Historia
La tradición fallera en Gandía se remonta al siglo XIX, influenciada por las celebraciones en Valencia . En 1876, se documenta la primera falla plantada en la plaza Mayor de la ciudad, con una temática de sátira moral. Sin embargo, no es hasta 1927 cuando las celebraciones comenzaron a organizarse de manera más estructurada. 
Desde ese momento, la festividad ha crecido en popularidad y participación, convirtiéndose en uno de los eventos más importantes de la ciudad. Aunque en sus inicios había una mirada negativa por parte de las autoridades ante estas celebraciones a causa de estar asociada a las clases populares. 

## Organización
Actualmente, este municipio cuenta con 23 comisiones falleras que representan distintos barrios de la ciudad, cada una encargada de la creación y gestión de su propio monumento fallero y coordinadas por la Junta Local Fallera de Gandía. 
Estas comisiones eligen a su reina o fallera mayor y reina infantil o fallera mayor infantil, además participan en la elección de las falleras mayores de la ciudad. También participan activamente en la organización de diversos eventos durante la semana fallera y en la preservación de las tradiciones. 

## Eventos y tradiciones
Las festividades comienzan oficialmente el 15 de marzo con la “Plantà”, momento en el que se instalan los monumentos falleros en las calles. Durante los siguientes días se celebran diversos actos. 

### Actos principales
- Plantà: El 15 de marzo, las comisiones falleras instalan los monumentos en las calles
- Mascletà: Espectáculo pirotécnico diurno caracterizado por su intensidad sonora.
- Bautizo: El 16 de marzo, pasacalles y entrega de premios de las fallas de Gandía en la plaza del Ayuntamiento
- Nit del foc: El 17 de marzo, se realiza un espectáculo de fuegos artificiales en el parque Ausiàs March.
- Ofrenda: El 18 de marzo, los falleros ofrecen a la Mare de Déu dels Desamparats en un desfile emotivo hacia la colegiata de Santa María. Por otra parte, las comisiones del distrito marítimo realizan también una ofrenda a la Mare de Déu Blanqueta, patrona de los pescadores.
- Procesión de San José: El 19 de marzo, se celebra una procesión en honor al patrón de los carpinteros donde los falleros en silencio portan cirios.
- La  Cremà: La noche del 19 de marzo, se queman los monumentos falleros, simbolizando la renovación y el fin de las festividades. [3][4]

## Premios y Reconocimientos
Cada año, se otorgan premios a las mejores fallas en distintas categorías. En 2025, la Falla Vilanova ganó por octavo año consecutivo el primer premio de la sección Especial, en ambas categorías. 
Las Fallas de Gandía han recibido varios reconocimientos por su valor cultural: 
- Bien de Interés Cultural (2015): Reconocimiento otorgado por su relevancia patrimonial.
- Patrimonio Inmaterial de la Humanidad por la UNESCO (2016): Junto con otras localidades valencianas, por su importancia cultural y social.
- Fiestas de Interés Turístico Nacional (2023): Distinción que resalta su atractivo turístico y cultural a nivel nacional. [6]

## Infraestructuras y Recursos
El Museu Faller de Gandía, fue inaugurado en 2008, es un centro que ofrece una experiencia interactiva y didáctica sobre la historia, la cultura y la tradición fallera. Asimismo es la sede de la Federación de Falles de Gandia. 
Desde 1974, se publica el libro oficial “Foc i Flama”, que recoge información sobre las comisiones y los monumentos falleros, siendo declarado Libro de Interés Turístico en 2019. 
En 2024, se habilitó un pabellón gallero en la plaza Tirant para facilitar la participación de comisiones ubicadas lejos del centro como alternativa en caso de inclemencias meteorológicas. 

## Importancia Cultural
Las Fallas de Gandía no solo son una manifestación festiva, sino también una expresión de identidad cultural de la ciudad. La combinación entre el arte efímero, participación comunitaria y tradición hace de esta celebración un elemento distintivo del patrimonio. Además destacan por su carácter solidario colaborando con diversas entidades benéficas y promoviendo valores como la inclusión y el respeto al medio ambiente. 